# Takashi
Takashi ist ein männlicher japanischer Vorname.
Das Namenswörterbuch ENAMDICT kennt 272 verschiedene Schreibweisen des Namens in unterschiedlichen Bedeutungen.

## Bekannte Namensträger
Namen je nach der üblicheren Form mit Vorname vorne (modern) oder hinten (alte Usance):
- Akiba Takashi (1888–1954), japanischer Soziologe
- Takashi Amano (1954–2015), japanischer Fotograf, Designer, Autor und Aquarianer
- Takashi Asahina (1908–2001), japanischer Dirigent
- Takashi Atōda (* 1935), japanischer Schriftsteller
- Takashi Fujimoto (* 1939), US-amerikanischer Kameramann
- Takashi Fujisawa (* 1943), japanischer Skispringer und Nordischer Kombinierer
- Takashi Fukunishi (* 1976), japanischer Fußballspieler
- Hara Takashi (1856–1921), japanischer Premierminister 1918 bis 1921
- Takashi Hashiguchi (* 1967), japanischer Manga-Zeichner
- Takashi Hiraide (* 1950), japanischer Lyriker und Schriftsteller
- Hishikari Takashi (1871–1952), General der Kaiserlich Japanischen Armee
- Takashi Hoshide (* 1962), japanischer Komponist
- Ichinojō Takashi (* 1993), mongolischer Sumōringer
- Takashi Inui (* 1988), japanischer Fußballspieler
- Takashi Kako (* 1947), japanischer Pianist und Komponist
- Kanō Takashi (1920–2000), japanischer Fußballnationalspieler
- Takashi Kawamura (* 1948), japanischer Politiker
- Takashi Kitano (* 1982), japanischer Fußballspieler
- Takashi Kobayashi (* 1987), japanischer Automobilrennfahrer
- Takashi Kogure (* 1980), japanischer Rennfahrer
- Kōno Takashi (1906–1999), japanischer Grafiker und Grafikdesigner
- Takashi Maruyama (Volleyballspieler) (* 1953), japanischer Volleyballspieler
- Takashi Maruyama (Musiker), japanischer Musiker, Schlagzeuger von Aunt Sally
- Matsumoto Takashi (1906–1956), japanischer Schriftsteller und Nō-Schauspieler
- Matsuyama Takashi (Szenenbildner) (1908–1977), japanischer Szenenbildner
- Takashi Matsuyama (Schauspieler) (* 1960), japanischer Schauspieler und Synchronsprecher
- Takashi Miike (* 1960), japanischer Filmemacher
- Miyazawa Takashi (* 1978), japanischer Radrennfahrer
- Takashi Murakami (* 1962), japanischer Künstler
- Paul Takashi Nagai (1908–1951), japanischer Radiologe, Autor und Überlebender des Atombombenabwurfs auf Nagasaki
- Nagatsuka Takashi (1879–1915), japanischer Schriftsteller
- Takashi Naraha (1930–2019), japanischer Bildhauer
- Takashi Negishi (* 1933), japanischer Wirtschaftswissenschaftler
- Takashi Ochi (1934–2010), deutsch-japanischer Mandolinist und Instrumentalpädagoge
- Takashi Ogawa (Flötist), japanischer Flötist
- Takashi Ogawa (Komponist), japanischer Komponist
- Takashi Ono (* 1931), japanischer Kunstturner
- Sakai Takashi (1887–1946), Generalleutnant in dem Kaiserlich Japanischen Heer
- Takashi Sasagawa (* 1935), japanischer Politiker
- Takashi Shimizu (* 1972), japanischer Filmproduzent, Autor und Regisseur
- Takashi Shimura (1905–1982), japanischer Schauspieler
- Takashi Sorimachi (* 1973), japanischer Fernsehschauspieler und Sänger
- Takashi Sugimura (1926–2020), japanischer Biochemiker
- Takashi Tezuka (* 1960), japanischer Spieleentwickler bei Nintendo
- Tsuda Takashi (* 1930), japanischer Literaturkritiker
- Takashi Uchiyama (* 1979), japanischer Profiboxer
- Ukaji Takashi (* 1962), japanischer Schauspieler
- Takashi Usami (* 1992), japanischer Fußballspieler
- Takashi Washio (* 1965), japanischer Filmproduzent
- Takashi Watanabe (* 1957), japanischer Regisseur, Produzent und Komponist
- Takashi Yabe (* 1950), japanischer Erfinder und Ingenieur
- Yokoyama Takashi (1913–1945), japanischer Schwimmer
- Takashi Yorino (* 1950), japanischer Autorennfahrer
- Takashi Yoshimatsu (* 1953), zeitgenössischer japanischer Komponist klassischer Musik